# 世界が違って見える日
『世界が違って見える日』（せかいがちがってみえるひ）は、2023年3月1日にヤマハミュージックコミュニケーションズから発売された中島みゆきの44作目のオリジナルアルバム。

## 構成
前作『CONTRALTO』から以来およそ3年2か月ぶりとなるオリジナルアルバムで、フジテレビ系ドラマ『PICU 小児集中治療室』の主題歌に使用された先行シングル「俱に」をはじめ、2021年に工藤静香へ提供した「島より」、2007年にクミコへ提供した「十年」のセルフカバーに、吉田拓郎がギターとコーラスでゲスト参加した「体温」を含めた全10曲が収録されている。

## チャート成績
オリコンとBillboard JAPANの2つのチャートで自身初の週間デジタル1位を記録した。

## 収録曲
| 全作詞・作曲: 中島みゆき、全編曲: 瀬尾一三（#4のみ瀬尾一三, 中村哲）。 |                                        |            |            |      |
| #                                                                      | タイトル                               | 作詞       | 作曲・編曲 | 時間 |
| 1.                                                                     | 「俱に」(As One)                       | 中島みゆき | 中島みゆき | 6:32 |
| 2.                                                                     | 「島より」(From the Island)            | 中島みゆき | 中島みゆき | 5:15 |
| 3.                                                                     | 「十年」(A Decade)                     | 中島みゆき | 中島みゆき | 6:13 |
| 4.                                                                     | 「乱世」(Turbulent Times)              | 中島みゆき | 中島みゆき | 5:41 |
| 5.                                                                     | 「体温」(The Warmth of You)            | 中島みゆき | 中島みゆき | 4:15 |
| 6.                                                                     | 「童話」(A Fairy Tale)                 | 中島みゆき | 中島みゆき | 3:47 |
| 7.                                                                     | 「噤」(Silent Thrush)                  | 中島みゆき | 中島みゆき | 4:39 |
| 8.                                                                     | 「心月」(The Moon of Clear Mind)       | 中島みゆき | 中島みゆき | 5:10 |
| 9.                                                                     | 「天女の話」(She's a Celestial Maiden) | 中島みゆき | 中島みゆき | 6:21 |
| 10.                                                                    | 「夢の京」(The Dream Capital)          | 中島みゆき | 中島みゆき | 7:18 |
| 合計時間:                                                              | 合計時間:                              | 55:11      |            |      |

## 演奏者
- Vocalized by 中島みゆき

| 俱に - Drums：島村英二 - E.Bass：富倉安生 - A.Plano：倉田信雄 - A.Guitar, E.Guitar & Solo：古川望 - Keyboards & Programming：十川ともじ - Back Up Vocals：杉本和世, 宮下文一, 石田匠 - Violin：今野均, 徳永友美, 漆原直美, 岡部磨知, 石亀協子, 川口静華, 藤堂昌彦, 伊能修, 村井俊朗, 渡邉栞 - Viola：菊地幹代, 萩谷金太郎 - Cello：西方正輝, 稲本有彩 島より - Drums：島村英二 - E.Bass：富倉安生 - A.Plano：倉田信雄 - Bouzouki：古川望 - Keyboards & Programming：十川ともじ - Harmony Vocal：中島みゆき - Erhu：賈鵬芳 - Vibraphone：香取良彦 - Violin：今野均, 岡部磨知, 伊能修, 渡邉栞 - Cello：奥泉貴圭, 稲本有彩 十年 - Drums：島村英二 - Upright Bass：富倉安生 - A.Plano：倉田信雄 - E.Guitar：古川望 - Keyboards & Programming：十川ともじ - Harmony Vocal：中島みゆき - S.Sax Solo：中村哲 乱世 - Drums：島村英二 - E.Bass：種子田健 - A.Plano：倉田信雄 - E.Guitar & Solo：古川望 - Keyboards & Programming：十川ともじ - Back Up Vocals：杉本和世, 宮下文一, 石田匠 - Trumpet：エリック宮城, 西村浩二 - Trombone：中川英二郎 - A.Sax：鈴木明男 - S.Sax & Solo：中村哲 体温 - Drums：島村英二 - E.Bass：富倉安生 - A.Plano：倉田信雄 - A.Guitars：吉田拓郎 (Right Side), 古川望 (Left Side) - Keyboards & Programming：十川ともじ - Back Up Vocals：吉田拓郎, 瀬尾一三, 杉本和世, 宮下文一, 石田匠 - Harmonica：八木のぶお | 童話 - Drums：島村英二 - E.Bass：富倉安生 - A.Plano：倉田信雄 - E.Guitar & Solo：古川望 - Keyboards & Programming：十川ともじ - Double Vocal：中島みゆき - Back Up Vocals：杉本和世, 宮下文一, 石田匠 - T.Sax & Solo：中村哲 噤 - Drums：島村英二 - E.Bass：富倉安生 - A.Plano：倉田信雄 - A.Guitar & E.Guitar：古川望 - Keyboards & Programming：十川ともじ - Harmony Vocal：中島みゆき - Tin Whistle：野口明男 心月 - Drums：島村英二 - E.Bass：種子田健 - A.Plano：倉田信雄 - E.Guitar & Solo：古川望 - Keyboards & Programming：十川ともじ - Back Up Vocals：杉本和世, 宮下文一, 石田匠, 中島みゆき, 瀬尾一三 - Violin：今野均, 漆原直美, 亀田夏絵, 堀内優里, 亀井友莉, 加藤光貴, 岡部磨知, 白澤美佳, 森本安弘, 渡邉栞 天女の話 - Drums：島村英二 - E.Bass：富倉安生 - A.Plano：倉田信雄 - E.Guitar & Solo：古川望 - Keyboards & Programming：十川ともじ - Violin：今野均, 岡部磨知, 渡邉栞 - Cello：奥泉貴圭, 稲本有彩 夢の京 - Drums：島村英二 - E.Bass：富倉安生 - A.Plano：倉田信雄 - E.Guitar & Solo：古川望 - Keyboards & Programming：十川ともじ - Harmony Vocal：中島みゆき - Violin：今野均, 漆原直美, 亀田夏絵, 堀内優里, 亀井友莉, 加藤光貴, 岡部磨知, 白澤美佳, 森本安弘, 渡邉栞 - Viola：菊地幹代, 三品芽生 - Cello：水野由紀, 稲本有彩 |